# Jiří Hodač
Jiří Hodač (ur. 3 marca 1947 w Pradze) – czeski dziennikarz emigracyjny BBC, od 17 kwietnia 2000 do 14 sierpnia 2000 dyrektor wiadomości w Česká televize, a potem od 22 grudnia 2000 do 11 stycznia 2001 jej dyrektor generalny. To stanowisko obejmował w czasie kryzysu w czeskiej telewizji publicznej. Hodač w chwili obecnej najkrócej pełnił funkcję dyrektora generalnego w historii Česká televize.

## Historia
Absolwent Uniwersytetu Karola w Pradze gdzie studiował on na wydziale dziennikarskim. W 1980 roku wyemigrował z Czechosłowacji. Najpierw mieszkał w Niemczech a później w latach 1983–1989 w Australii. W tym okresie pracował w stacji radiowej 3EA Melbourne oraz był wydawcą i redaktorem czasopisma Panorama w latach 1985–1989. Po aksamitnej rewolucji zaczął pracować w czechosłowackiej redakcji BBC w Londynie a potem po rozwiązaniu Czechosłowacji w czeskiej redakcji gdzie pracował do marca 2000. 17 kwietnia 2000 został mianowany przez Dušana Chmelíčka na stanowisko dyrektora wiadomości w czeskiej telewizji publicznej. Z tej funkcji zrezygnował 14 sierpnia. 20 grudnia 2000 większością głosów radnych został wybrany na prezesa Česká televize w miejsce Chmelíčka. 11 stycznia 2001 zrezygnował z tej funkcji powodów zdrowotnych przechodząc tydzień wcześniej załamanie.

## Praca w BBC
- 1989-1993: redaktor czechosłowackiej redakcji BBC
- 1991-1993: szef czeskiej części czechosłowackiej redakcji i tam też zastępca redaktora
- 1993-1996: zastępca redaktora czeskiej redakcji BBC
- 1996-1999: redaktor czeskiej redakcji BBC
- 1999-2000: dyrektor operacyjny czeskiej sekcji BBC

## Dyrektor generalny ČT
- 12 grudnia 2000 - odwołanie Dušana Chmelíčka ze stanowiska dyrektora generalnego Česká televize
- 17 grudnia 2000 - czterdziestu przedstawicieli różnych środowisk złożyło petycję, w której domagali się rozwiązania Rady ČT i zatrzymania procesu wybierania nowego dyrektora.
- 20 grudnia 2000 - Jiří Hodač został wybrany na nowego dyrektora generalnego czeskiej telewizji publicznej. Wybór ten wywołał oburzenie wśród dziennikarzy, którzy jeszcze tego samego dnia zakładają Komitet Strajkowy. Dwa dni później oficjalnie Hodač zaczął pełnić obowiązki dyrektora.
- 23 grudnia 2000 - Hodač powołał Janę Bobošíkovą na stanowisko dyrektora wiadomości. W tym samym dniu Komitet wydał oświadczenie 2000 słów w 2000 wzywający do odwołania Jiříego Hodača i Rady Czeskiej Telewizji oraz że podczas wyborów nowej Rady w marcu 2000 doszło do naruszenia ustawy o telewizji ze względu na to, że do Rady zostali wytypowani przedstawiciele partii politycznych wskutek wyborów parlamentarnych z 1998 i za porozumieniem partii ODS i opozycyjnej CSSD.
- 24 grudnia 2000 - Ochroniarze na polecenie Hodača zablokowali wyjście z budynku na Kavčích horach.
- 30 grudnia 2000 - Jiří Hodač mianował nowych członków Zarządu. Tego samego dnia dyrektor TV Nova, Vladimír Železný w swoim programie Volejte řediteli skrytykował zbuntowanych dziennikarzy.
- 3 stycznia 2001 - Czeski Senat przyjął uchwałę stwierdzającą, że Jiří Hodač oraz Rada Czeskiej Telewizji są odpowiedzialni za sytuację w telewizji i zaaprobował zmiany w ustawie mające na celu jej odpolitycznienia.
- 4 stycznia 2001 - Jiří Hodač przeżył załamanie nerwowe i trafił do szpitala w Pradze
- 5-6 stycznia 2001 - posłowie Izby Poselskiej stwierdzili, że patrząc na sytuację w czeskiej telewizji publicznej rezygnacja Hodača jest konieczna i wezwali 8 stycznia do odwołania Rady ČT.
- 8 stycznia 2001 - ochroniarze zatrudnieni przez Hodača przestali blokować wejście do budynku na Kavčích horach.
- 11 stycznia 2001 - Jiří Hodač zrezygnował z funkcji dyrektora generalnego telewizji z powodów zdrowotnych, jego obowiązki zaczęła pełnić Věra Valterovà, ale oficjalnie następcą Jiříego Hodača został 9 lutego Jiří Balvín